# Moreno Moser
Pour les articles homonymes, voir Moser.
Moreno Moser (né le 25 décembre 1990 à Trente, dans le Trentin-Haut-Adige) est un coureur cycliste italien, professionnel entre 2012 et 2019. Il a notamment remporté le Grand Prix de Francfort 2012, le Tour de Pologne 2012 et les Strade Bianche 2013.

## Biographie
Moreno Moser naît le 25 décembre 1990 à Trente, dans le Trentin-Haut-Adige. Il est le fils de Diego Moser, ainsi que le neveu d'Enzo, Aldo et de Francesco Moser, tous anciens cyclistes professionnels. Ses frères Leonardo et Matteo et son cousin Ignazio ont également été coureurs.
En catégorie juniors, Moreno Moser court pour l'US Montecorona. Il rejoint ensuite Garda-Lucchini-Arvedi-Unidelta en amateur pour trois ans. Il rejoint l'équipe professionnelle Liquigas-Cannondale durant l'été 2011, en tant que stagiaire. Il y devient professionnel l'année suivante, en signant un contrat de deux ans. Moreno Moser décroche sa première victoire professionnelle le 18 février 2012 à l'occasion du Trofeo Laigueglia. Ce succès est suivi de deux autres, au Grand Prix de Francfort et au classement général du Tour de Pologne. En début de saison 2013, il s'impose sur les Strade Bianche devant son coéquipier Peter Sagan. Ces résultats font naître des attentes importantes en Italie. Il ne parvient cependant pas à satisfaire celles-ci par la suite,.
En 2015, il fait partie des coureurs de Cannondale qui intègre Cannondale-Garmin, sous la direction de Jonathan Vaughters. Il s'impose lors de la dernière étape du Tour d'Autriche. Deuxième du championnat d'Italie contre-la-montre et dixième du championnat du monde de cette spécialité en 2015, il est médaillé de bronze du championnat d'Europe du contre-la-montre l'année suivante.
En 2017, il s'engage avec l'équipe Astana afin d'y relancer sa carrière,.
Sa première saison dans cette équipe est décevante. Diminué par une infection au cytomégalovirus, il termine peu de course et reste deux mois quasiment sans s'entraîner en milieu de saison,. En début d'année 2018, il obtient sa deuxième victoire en cinq ans en s'imposant en solitaire sur le Trofeo Laigueglia. Sélectionné pour représenter son pays aux championnats d'Europe de cyclisme sur route en 2018, il se classe 24e de l'épreuve contre-la-montre.
À l'issue de cette saison, et après plusieurs années décevantes, il quitte le World Tour et s'engage avec Nippo-Vini Fantini-Faizanè, à nouveau pour tenter de relancer sa carrière. Il y acquiert un statut de leader, avec des objectifs moins élevés. Finalement, le 13 mai 2019, il annonce qu'il met un terme à sa carrière de coureur à 28 ans, en raison de son niveau qu'il juge insuffisant : « Je ne me sens plus compétitif. J'ai toujours été un gagnant mais les moments difficiles sont de plus en plus nombreux. Je ne souffre de rien en particulier, la situation est juste ce qu'elle est. Si je ne suis plus en mesure d'être assez bon, je préfère arrêter,. »

## Palmarès

### Palmarès amateur
- 2006
  - 3e de la Coppa d'Oro
- 2008
  - Tour du Pays de Vaud :
    - Classement général
    - 1re (contre-la-montre par équipes) et 2e étapes

  - 2e étape du Giro della Lunigiana
- 2009
  - 2e de la Schio-Ossario del Pasubio
  - 2e du Gran Premio Folignano
- 2010
  - Grand Prix de la ville de Felino
  - Gran Premio Somma
  - 2e du Trophée MP Filtri
  - 2e du Giro del Valdarno
- 2011
  - Grand Prix Santa Rita
  - Trophée de la ville de Castelfidardo
  - 1re et 8e étapes du Baby Giro
  - Trofeo L'Eco del Chisone
  - Giro del Medio Brenta
  - Trofeo Bruno e Carla Cadirola
  - Trofeo Gianfranco Bianchin
  - 2e du Trophée de la ville de Brescia
  - 2e du Trofeo Alcide Degasperi
  - 2e du Trophée MP Filtri
  - 3e du Grand Prix de la ville de Felino
  - 3e du Gran Premio Capodarco

### Palmarès professionnel
| - 2012 - Trofeo Laigueglia - Grand Prix de Francfort - Tour de Pologne : - Classement général - 1re et 6e étapes - 2e du Trophée Melinda - 2e du Grand Prix cycliste de Montréal - 3e du championnat d'Italie sur route - 2013 - Strade Bianche - 2e du Grand Prix de Francfort - 7e de la Classique de Saint-Sébastien | - 2015 - 9e étape du Tour d'Autriche - 2e du championnat d'Italie du contre-la-montre - 10e du championnat du monde du contre-la-montre - 2016 - 3e du championnat d'Italie du contre-la-montre - 3e du Grand Prix Miguel Indurain - Médaillé de bronze du championnat d'Europe du contre-la-montre - 2018 - Trofeo Laigueglia |  |

## Résultats sur les grands tours

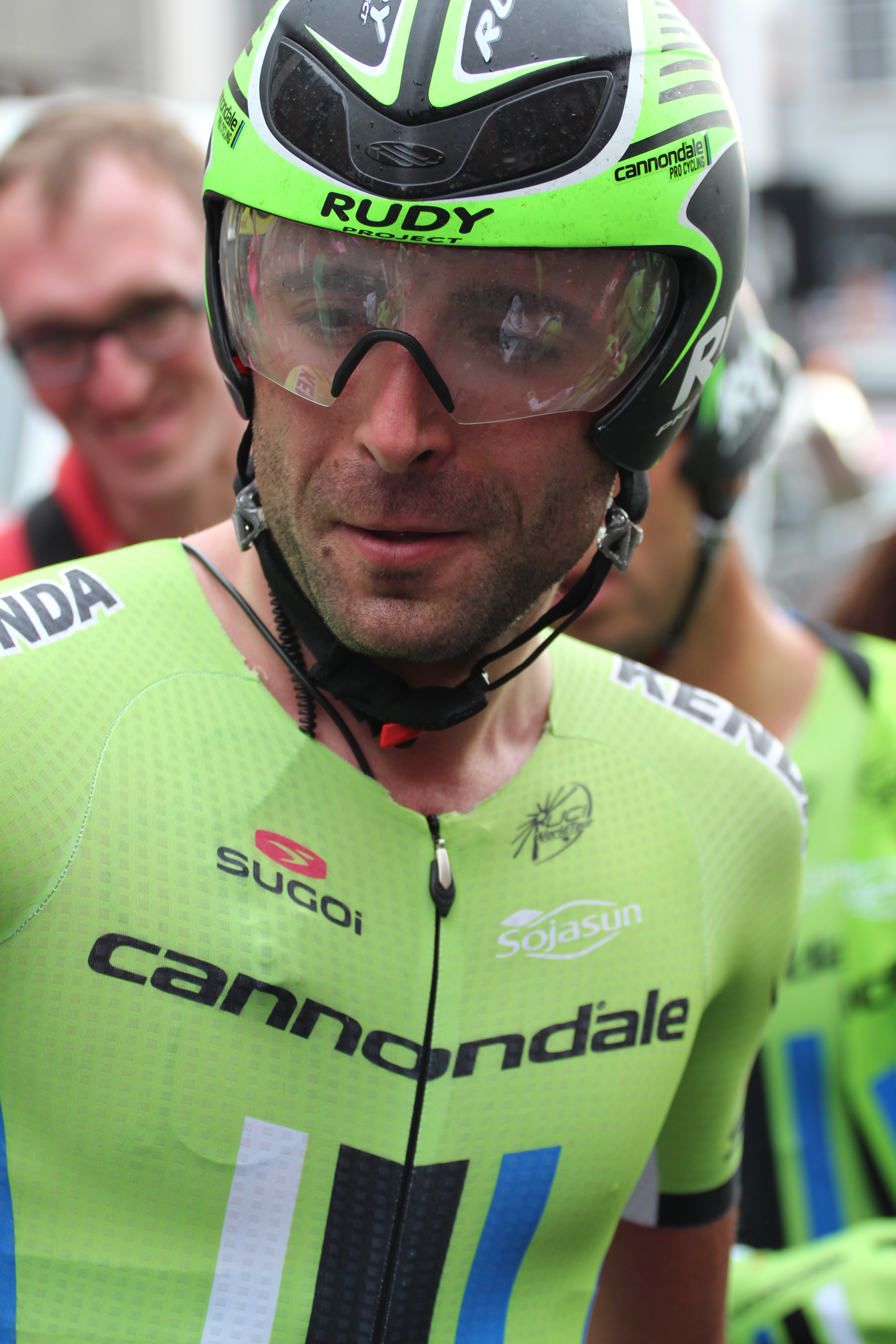
Moreno Moser lors du Tour d'Italie 2014.

### Tour de France
1 participation
- 2013 : 94e

### Tour d'Italie
2 participations
- 2014 : 120e
- 2016 : 41e

### Tour d'Espagne
2 participations
- 2015 : 72e
- 2016 : 72e

## Classements mondiaux

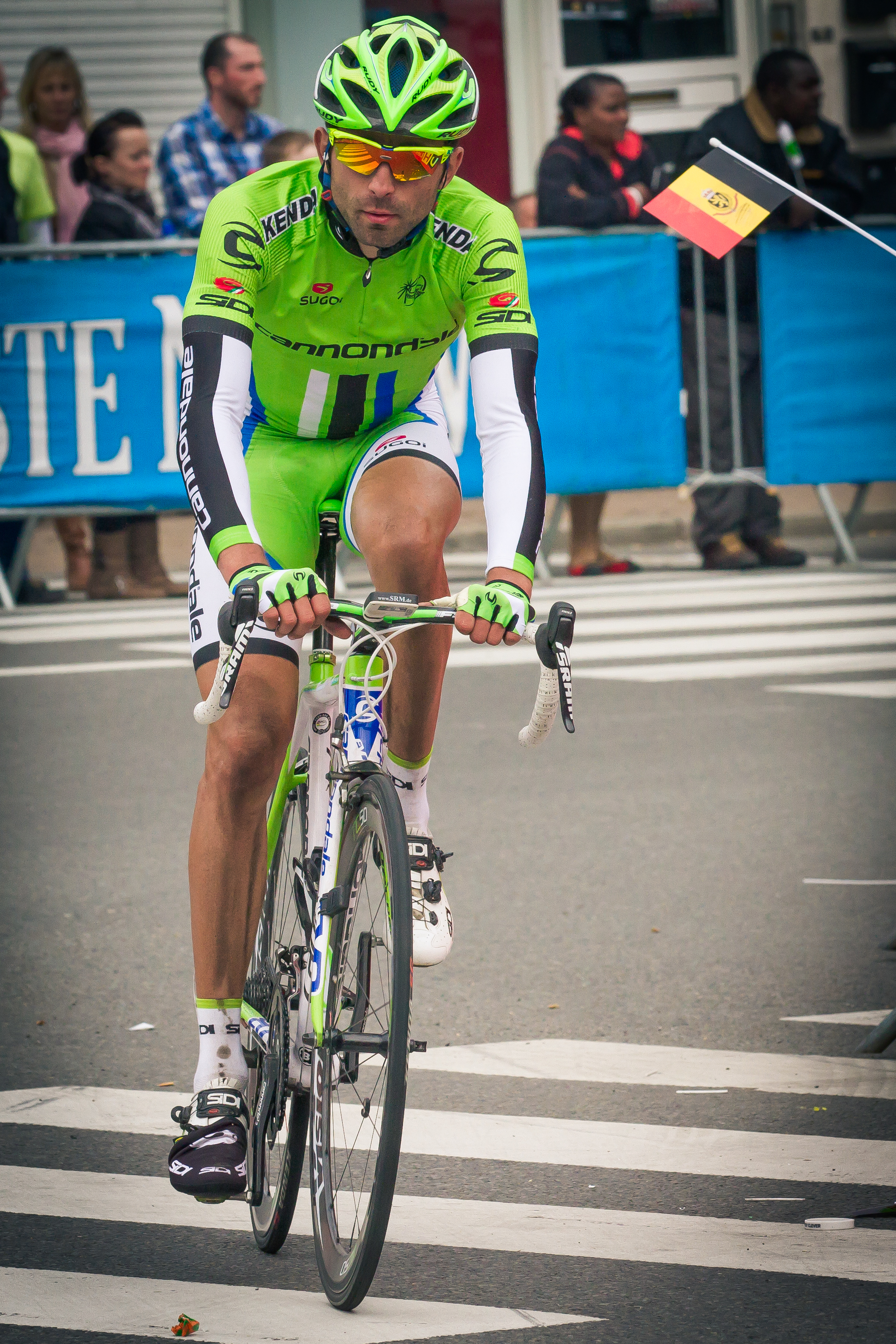
Moreno Moser lors du Liège-Bastonne-Liège de 2013

En 2005, l'UCI ProTour et les circuits continentaux sont créés, ayant chacun leur classement. L'UCI ProTour devient l'UCI World Tour et comprend 27 courses en 2011 et son classement ne concerne que les coureurs membres des 18 équipes ProTeam. L'année suivante, Moser intègre l'équipe Liquigas-Cannondale, ce qui fait qu'il peut être classé au World Tour. Pour sa première année dans la catégorie, Moser est classé 26e.
| Année           | 2009 | 2010 | 2011 | 2012 | 2013 | 2014 | 2015 | 2016 | 2017 |
| --------------- | ---- | ---- | ---- | ---- | ---- | ---- | ---- | ---- | ---- |
| UCI World Tour  |      |      |      | 26e  | 120e | nc   | 174e | 137e | 400e |
| UCI Europe Tour | 487e | 867e | 64e  |      |      |      |      |      |      |

## Distinctions
- Mémorial Gastone Nencini (révélation italienne de l'année) : 2012